# Фауст Корнелий Сула Феликс
Вижте пояснителната страница за други личности с името Сула.
Фауст Корнелий Сула Феликс (на латински: Faustus Cornelius Sulla Felix; * 22; † 62) е политик и сенатор на Римската империя.
Фауст е от Юлиево-Клавдиева династия. Той е син на Фауст Корнелий Сула (консул 31 г.) и Домиция Лепида и потомец на Сула. Фауст е половин брат на Валерия Месалина.
През 52 г. Фауст става консул заедно с Луций Салвий Отон Тициан. През 58 г. Нерон го обвинява в опит за убийството му, страхувайки се за трона си. През 59 г. Фауст е изгонен в Масилия.
Фауст се жени 47 г. за Клавдия Антония, дъщеря на римския император Клавдий от втората му съпруга Елия Петина.
Фауст е в колегията на арвалските братя. През 62 г. Нерон поръчва неговото убийство.